# Solitude
"Solitude" je pjesma američkog sastava Evanescence koja se nalazi na njihovu prvom EP-u Evanescence EP iz 1998. Ujedno je njihova prva pjesma ikada napisana, a napisala ju je Amy Lee. Tema pjesme je kao što joj naziv preveden s engleskog jezika kaže samoća.